# Marine Allione
Marine Allione, née le 7 avril 2001, est une coureuse cycliste française membre de l’équipe Winspace Orange Seal.

## Biographie

### Carrière
Son père Denis est passionné de vélo et participe aux courses avec sa fille Marine qui commence à l'âge de 5-6 ans dans le club CS Pierrefeucain (Pierrefeu-du-Var). De 2017 à 2019, elle continue dans le club VS Hyérois (Hyères), toujours dans le Var.
En 2018 et 2019, elle termine 4e du championnat de France de cyclo-cross espoirs.
En août 2021, elle intègre la formation Charente-Maritime en tant que stagiaire, puis signe un contrat professionnel en 2022. En 2021 et 2022, Allione décroche la médaille d’argent sur l’épreuve chronométrée des championnats de France de cyclisme sur route espoirs,. Elle participe aux courses françaises de niveau nationale, lui permettant de terminer 10e de la Coupe de France National 2022. Elle s’était notamment classée 6e de La Périgord Ladies. En 2024, elle participe à son premier grand tour, le Tour d’Espagne et prend l’échappé de la deuxième étape. L’année suivante, elle participe au Tour de France.

## Palmarès sur route

### Par année
- 2021
  - 2e du championnat de France de contre-la-montre espoirs
- 2022
  - 2e du championnat de France de contre-la-montre espoirs

### Résultats sur les grands tours

#### Tour d’Espagne
1 participation :
- 2024 : 53e

#### Tour de France
1 participation : 
- 2025 : 102e

### Classements mondiaux
| Année                                 | 2021 | 2022 | 2023  | 2024 |
| ------------------------------------- | ---- | ---- | ----- | ---- |
| Classement UCI                        | 499e | 622e | 1215e | nc   |
| UCI World Tour                        | nc   | nc   | nc    | 310e |
|                                       |      |      |       |      |
| Légende : nc = non classéSource : UCI |      |      |       |      |

## Palmarès en cyclo-cross
- 2017
  - 2e du championnat de France de cyclo-cross cadettes

## Vie privée
Elle est en couple avec le cyclo-crossman Arthur Liardet (Team N’Side) depuis 2024.